# جمعية سورينام الوطنية
جمعية سورينام الوطنية (بالإنجليزية: National Assembly)‏ هي الهيئة التشريعية في سورينام، تأسست في 8 مايو 1866، وتتكون من 51 مقعداً.